# Objectes hipotètics del sistema solar
Un objecte hipotètic del sistema solar és un planeta, satèl·lit natural o cos similar en el nostre sistema solar, l'existència del qual no es coneix, però s'ha deduït de l'evidència científica observacional. Amb els anys, una sèrie d'hipotètics planetes s'han proposat, i molts han estat posteriorment desmentits. No obstant això, fins i tot avui dia existeix l'especulació científica sobre la possibilitat de planetes encara desconeguts, que puguin existir més enllà de l'abast del nostre coneixement actual i de les possibilitats d'una observació directa.

## Planetes
- Cinquè planeta (hipotètic), l'especulació històrica sobre un planeta entre les òrbites de Mart i Júpiter.
  - Faetó, un planeta situat entre les òrbites de Mart i Júpiter, la destrucció del qual suposa que va conduir a la formació de la cinturó d'asteroides. Avui dia aquesta hipòtesi es considera poc probable, ja que el cinturó d'asteroides té molt poca massa para per haver resultat de la destrucció d'un gran planeta.
  - Planeta V, un planeta considerat per John Chambers i Jack Lissauer que alguna vegada va existir entre Mart i cinturó d'asteroides, basat en simulacions per ordinador.
- Planeta X, un hipotètic planeta més enllà de Neptú. Inicialment emprat per adonar de suposades pertorbacions (desviacions sistemàtiques) en les òrbites d'Urà i Neptú, actualment ha estat desmentit que sigui un planeta el que causa aquestes pertorbacions, no obstant la creença en ell va inspirar la recerca i el descobriment de Plutó. El concepte s'ha tornat a aplicar per tenir en compte les observacions posteriors d'objectes del Cinturó de Kuiper.
- Theia, un protoplaneta en posició d'impacte de la grandària de Mart es creu que va col·lidir amb la Terra aproximadament fa 4,5 mil milions d'anys, un esdeveniment que va crear el Lluna.
- Vulcà, un hipotètic planeta que es creia que existia dins de l'òrbita de la Mercuri.
  - Vulcanoides, un anell d'asteroides que pot existir en una regió gravitacionalment estable dins de l'òrbita de Mercuri.
- Tyche, un hipotètic planeta en el Núvol d'Oort suposadament responsable de l'òrbita dels cometis de llarg període.[1]
- El Cinquè gegant gasós; la seva postulació ha estat objecte de debats que ho situaven en una òrbita entre Saturn i Urà, que posteriorment va ser llançat fora del sistema solar cap a l'espai interestel·lar després d'una trobada propera amb Júpiter, en retrocedir des del Sol i que podria haver assegurat l'estabilitat orbital dels planetes interiors. També va poder haver precipitat el bombardeig intens tardà de l'interior del sistema solar.[2]

## Satèl·lits naturals
- Quirón, una lluna de Saturn suposadament albirada per Hermann Goldschmidt en 1861, però mai tornada a observar per ningú més.
- Altres llunes de la Terra, com ho pensava Frederic Petit, director de l'Observatori de Tolosa de Llenguadoc, que s'havien observat tres vegades en el 21 de març de 1846.[3]
- Lluna de Mercuri, la hipòtesi per adonar d'un sobtat esclat de radiació detectada per Mariner 10. Va ser desmentida pel sobrevol posterior de la sonda. Un objecte que es creia en òrbita de Mercuri amb el temps es va revelar que l'estel de 31 Crateris.
- Neith, una suposada lluna de Venus, falsament detectada per un nombre d'observadors des de telescopis als segles XVII i XVIII. Ara se sap que no existeix, l'objecte ha estat explicat com una sèrie d'estels mal identificats i les reflexions internes dins de l'òptica del telescopi.
- Temis, una lluna de Saturn, que l'astrònom William Pickering va afirmar haver descobert en 1905, però que mai va ser vista de nou.[4]
- S/2000 J 11 era un objecte presumptament situat en les proximitats de Júpiter, però la seva òrbita no es va determinar i recerques posteriors no van poder trobar-ho. Ja no es considera un satèl·lit de Júpiter probable.[5]

## Estrella
Némesis, nana marró/nana vermella, l'existència de la qual va ser suggerida el 1984 pel físic Richard A. Muller, sobre la base de suposades periodicitats d'extincions massives en el registre fòssil de la Terra. El seu pas normal pel sistema solar (núvol d'Oort) enviaria eventualment una gran quantitat de cometes cap a la Terra, de forma massiva augmentant les possibilitats d'un impacte. Avui dia se sap que l'augment periòdic d'incidència en el nombre d'asteroides que s'endinsen a l'interior del sistema solar és, en part, a causa de la peculiar forma d'orbitar que té el Sol entorn del centre de la Via Làctia, pujant i baixant al mateix temps que trencada (com en un oncle viu) passant periòdicament per una regió amb major densitat d'estels que serien les causants d'aquest fenomen, per tant la hipòtesi de Némesis està gairebé descartada avui dia.